# 山梨スピリッツ
『山梨スピリッツ』（やまなしスピリッツ）とは、2011年4月10日から山梨放送（YBSテレビ）で放送されている、山梨県のスポーツチームと選手を取り上げるスポーツ情報番組である。

## 概要
YBSテレビで日曜夕方に放送されるスポーツ情報番組は、ヴァンフォーレ甲府を題材にした『VENTスポ!』（2010年3月終了）以来1年ぶりである。この番組はヴァンフォーレ甲府を主軸に、山梨県出身・在住のアスリートやスポーツチームを取材。また、県内に関係するスポーツの大会にも密着取材する。
放送開始から2013年3月までは、番組後半に『YBSニュース』（協力・協賛：山梨日日新聞）を内包していた関係で『YBSスポーツ&ニュース』をサブタイトルに冠していた。同年4月に同番組が独立してサブタイトルが無くなり、放送時間も8分縮小されたが、2019年4月より再びニュース枠を内包し、放送時間を8分拡大。
また、2014年から同番組の季刊(各年の3・6・9・12月の25日)雑誌｢山梨スピリッツ スタンダード｣が山梨県内において発行されており、番組で特集されている県内のスポーツイベントやアスリートのインタビュー･写真等が掲載され、貴重なローカルスポーツの情報源・記録となっている｡
2023年4月から、ヴァンフォーレ甲府についての情報は、日本プロサッカーリーグ（Jリーグ）の成長戦略の一環として、Jリーグ・日本サッカー協会、並びにJリーグ各クラブとの共同企画・監修により、全国30民放（45都道府県）のテレビ局が系列局の枠を超えて企画ネット番組として展開する『KICK OFF!』の山梨県バージョン・『KICK OFF! YAMANASHI（キックオフ・山梨）』のコーナーとして放送する。同局では月曜日の『YBSワイドニュース』でも県内スポーツを取り上げる「マンデースポーツ」のコーナーがあり、この枠と週2回体制（基本的には山梨スピリッツと同じ内容を扱うが、映像はYBSワイドニュース用に再構成する。特番などで山梨スピリッツの放送が無かった場合は、YBSワイドニュースでのみ放送。ヴァンフォーレ甲府の試合が日曜ナイターで開催される場合、山梨スピリッツではスタメン情報や試合経過を速報で伝えるに留め、YBSワイドニュースで試合の模様を伝える）で放送する・。

## 放送時間
- 日曜 17:00 - 17:30 （2011年4月10日 - 2013年3月31日）
- 日曜 17:00 - 17:22 （2013年4月7日 - 2019年3月31日）
- 日曜 17:00 - 17:30 （2019年4月7日 - ）

## 出演者
いずれもYBSアナウンサー。

### 現在の出演者
- 服部廉太郎（2025年4月6日 - ）
- 森田絵美（2025年4月6日 - ）

### 過去の出演者
| 期間      | 期間       | 男性       | 女性     |
| --------- | ---------- | ---------- | -------- |
| 2011.4.10 | 2012.3.25  | 土橋諒     | 海野紀恵 |
| 2012.4.1  | 2013.3.31  | 矢笠智也   | 海野紀恵 |
| 2013.4.7  | 2017.3.26  | 吉岡秀樹   | 三浦実夏 |
| 2017.4.2  | 2018.3.25  | 吉岡秀樹   | 加藤響子 |
| 2018.4.1  | 2019.03.31 | 村上幸政   | 加藤響子 |
| 2019.4.7  | 2025.03.30 | 村上幸政   | 小松千絵 |
| 2025.4.6  | 現在       | 服部廉太郎 | 森田絵美 |